# Karolina Pisarek
Karolina Pisarek-Salla (ur. 16 sierpnia 1997 w Szczecinku) – polska modelka, celebrytka i influencerka. Finalistka piątej edycji programu Top Model.

## Życiorys
Jest młodszą córką Moniki i Jacka Pisarków, ma siostrę Aleksandrę.
W 2015 zajęła drugie miejsce w finale piątej edycji programu rozrywkowego Top Model w TVN. Niedługo po emisji programu rozpoczęła współpracę z agencją Avant Management. Brała udział w sesjach zdjęciowych dla magazynów, takich jak Elle, Glamour czy Harper’s Bazaar. Współpracowała z domem mody Juicy Couture i BCBG w Los Angeles oraz została twarzą Miami Fashion Week na Florydzie. W 2019 była ambasadorką kosmetycznej marki Cien Food for Skin dystrybuowanej w sklepach Lidl. Kilkukrotnie znalazła się w zestawieniu TC Candler „100 najpiękniejszych twarzy świata”. Fashion TV nadało jej tytuł modelki roku, a podczas gali „Osobowości i sukcesy roku 2019” otrzymała wyróżnienie w kategorii sukces roku. W 2020 w parze z Martą Gajewską-Komorowską zwyciężyła w drugiej edycji programu TVN Ameryka Express, poza tym współprowadziła Top Model. Front Row w Playerze. W 2021 wydała książkę autobiograficzną pt. Girl power. Nie odkładaj marzeń na jutro!. Wiosną 2022 uczestniczyła w programie Polsatu Twoja twarz brzmi znajomo; jej zdolności wokalne były szeroko krytykowane w mediach. W tym samym roku miały premierę filmy 365 dni: Ten dzień i Kolejne 365 dni, w których wcielała się w postać Amelii, a jesienią brała udział w 13. edycji programu rozrywkowego Polsatu Dancing with the Stars. Taniec z gwiazdami.

## Życie prywatne
Była związana z kucharzem Damianem Kordasem (2017), brazylijskim modelem Danielem Matsunagą (w latach 2017–2019) i brazylijskim byłym kierowcą rajdowym Jaime Camarą (2020). W 2021 zaręczyła się z polskim przedsiębiorcą Rogerem Sallą, za którego wyszła 10 czerwca 2022. Przygotowania do ich ślubu były relacjonowane w cyklu reportaży Pisarek mówi tak emitowanych w programie Dzień dobry TVN.
Cierpi na niedoczynność tarczycy, a w 2022 zdiagnozowano u niej powiększoną przysadkę mózgową z torbielą.

## Programy telewizyjne
- 2015: Top Model (TVN) – uczestniczka 5. edycji
- 2020: Ameryka Express (TVN) – uczestniczka 2. edycji, zwyciężczyni
- 2020: Top Model. Front Row (Player) – prowadząca[11]
- 2021: Fort Boyard (Viaplay) – uczestniczka 3. odcinka 3. edycji
- 2022: Twoja twarz brzmi znajomo (Polsat) – uczestniczka 16. edycji
- 2022: Dzień dobry TVN  – bohaterka cyklu reportaży Pisarek mówi tak[22]
- 2022: Dancing with the Stars. Taniec z gwiazdami (Polsat) – uczestniczka 13. edycji

## Publikacje
- Girl power. Nie odkładaj marzeń na jutro!, wydawnictwo Znak, 2021[24].

## Filmografia
- 2022: 365 dni: Ten dzień – jako Amelia, siostra „Nacho”
- 2022: Kolejne 365 dni – jako Amelia, siostra „Nacho”